# El mundo de Beakman
El mundo de Beakman (en inglés: Beakman's World) fue un programa de televisión educativo basado en la tira cómica You Can With Beakman And Jax, creado por Jok R. Church y producido por ELP Communications, Columbia Pictures Television, y Columbia TriStar Television Distribution. La primera aparición tuvo lugar en septiembre de 1992, en el canal The Learning Channel (TLC) de Estados Unidos, alcanzando a nivel nacional 225 emisoras. El 18 de septiembre de 1993 se trasladó al horario infantil matutino de la CBS. En el cenit de su popularidad, era visto en 90 países. Consta de 4 temporadas y un total de 91 episodios. La serie fue cancelada a mediados de 1998. El mundo de Beakman ha ganado más de 25 grandes premios.
El programa era protagonizado por Paul Zaloom como Beakman, un científico excéntrico que hacía experimentos cómicos y demostraciones, a veces a petición escrita de los televidentes, para ilustrar los conceptos básicos de la ciencia, como la densidad, la electricidad o el funcionamiento del cuerpo humano.
Durante años, Beakman ha sido ayudado en sus experimentos por una mujer. En la primera temporada (1992 a 1993), fue Josie (Alanna Ubach); en la segunda y tercera temporada (1993 a 1995), fue Liza (Eliza Schneider); y en la cuarta y última temporada (1996 a 1997) fue Phoebe (Senta Moses). Beakman también estuvo acompañado en sus programas por Lester «la rata de laboratorio» (Mark Ritts) y Ray el camarógrafo. En el episodio piloto, Lester era un títere controlado por Mark Ritts, pero para grabar la serie, Mark Ritts terminó disfrazándose él mismo de rata. Algunas veces Lester se resistía a ayudar a Beakman en sus experimentos, pero este le persuadía prometiéndole comida. La actriz Jean Stapleton también apareció en el show haciendo el papel de la madre del científico.
Una de las frases características de Beakman era: «¡Bada bing, bada bang, bada bum!» (La frase «bada bum» a veces cambiaba con otro final).
Tanto al comienzo como al final del programa, y a veces antes y después de la publicidad intermedia, se insertaban escenas de dos pingüinos, Don (con voz de Bert Berdis) y Herb (con voz de Alan Barzman), en el Polo Sur, viendo El mundo de Beakman por la televisión. Mark Ritts (Lester) también fue uno de los titiriteros que manejaba a los pingüinos.

## Doblaje
| Personaje          | Inglés          | Doblaje hispanoamericano  | Doblaje español   |
| Beakman            | Paul Zaloom     | Juan Alfonso Carralero    | Francisco Vaquero |
| Lester             | Mark Ritts      | Salvador Delgado          | Eduardo Moreno    |
| Josie              | Alanna Ubach    | Laura Torres, Rocío Prado |                   |
| Liza               | Eliza Schneider | Rocío Prado               |                   |
| Phoebe             | Senta Moses     | Rocío Prado               |                   |
| Pingüino Don       | Bert Berdis     | Alejandro Villeli         | José Ángel Juanes |
| Pingüino Herb      | Alan Barzman    | Octavio Rojas             | Ramón Langa       |
| Beakmom (Beakmamá) | Jean Stapleton  | Nancy McKenzie            |                   |

## Personajes

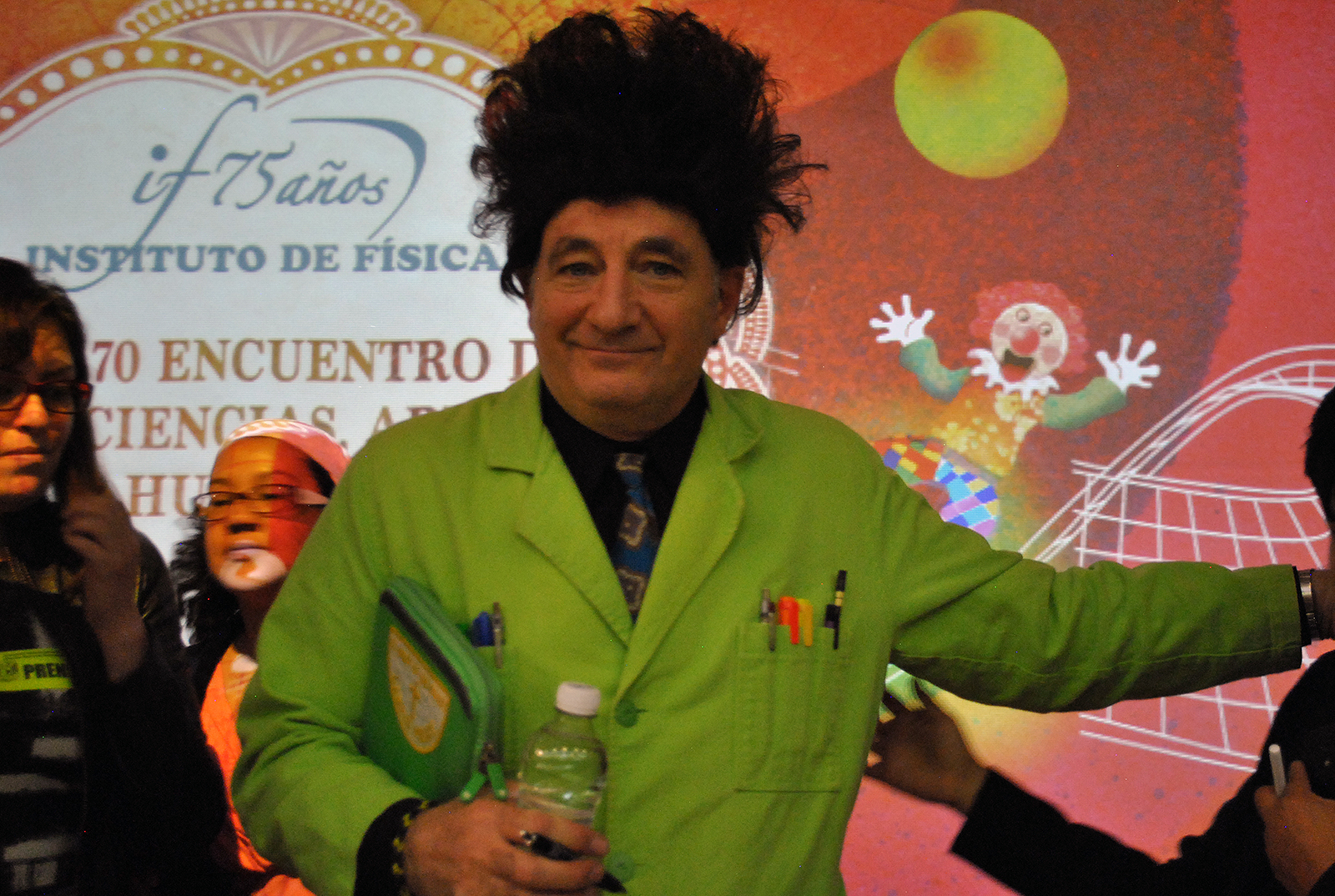
El actor Paul Zaloom caracterizado como Beakman en 2014.

Beakman es un personaje ficticio que protagoniza el programa de televisión y la tira cómica You Can With Beakman And Jax, creado por Jok Church. Es un científico que se encarga de explicar de manera divertida diversos temas científicos, ayudado por su hermana Jax (en la tira cómica) y Lester la rata y su asistente femenina en la serie de televisión.
Está protagonizado por Paul Zaloom, un científico excéntrico que hace experimentos cómicos y demostraciones, a veces a petición escrita de los televidentes, para ilustrar los conceptos básicos de la ciencia, como la densidad o la electricidad.
Durante años, Beakman ha sido ayudado en sus experimentos por una mujer. En la primera temporada (1992 a 1993), fue Josie (Alanna Ubach); en la segunda y tercera temporada (1993 a 1995), fue Liza (Eliza Schneider); y en la cuarta y última temporada (1996 a 1997) fue Phoebe (Senta Moses). Beakman también estuvo acompañado en sus programas por Lester "la rata de laboratorio" (Mark Ritts) y Ray el camarógrafo.
Zaloom confesó que muchas personas se ponen en contacto con él, diciéndole que gracias a él ahora son científicos.

### En México
- En 2014 Paul Zaloom se presentó en la UNAM como parte de un evento especial afín a las ciencias. En el evento se presentó personificado como Beakman; sin embargo, al solo poder comunicarse en su lengua original, se contó con la presencia del actor de doblaje Juan Alfonso Carralero, quien fuese su voz oficial en español latino, resultando en un evento de máxima audiencia para una de las máximas casas de estudios, así como una experiencia única para todos los presentes de todas las edades.
- El 26 de agosto de 2016, Paul Zaloom se presentó en una de las máximas casas de estudio, el Instituto Politécnico Nacional en el famoso Auditorio "Jaime Torres Bodet" como parte de la 35.ª Feria Internacional del Libro. Se presentó caracterizado del aclamado Beakman; y contó con la ayuda del actor de doblaje Juan Alfonso Carralero. La comunidad politécnica disfruto de un momento agradable, divertido, y algo nostálgico. Su presentación resultó un rotundo éxito.

## Emisión internacional
- Hispanoamérica: Warner Channel, Boomerang, Clase y Tiin
- Estados Unidos: Univisión
- Chile: TVN y Mega
- Argentina: Canal 9 Libertad y Magic Kids
- Paraguay: Canal 13 RPC y Unicanal Plus
- El Salvador: Canal 2
- Ecuador: Teleamazonas
- Brasil: TV Cultura y Rede Record
- Uruguay: Saeta TV Canal 10
- Colombia: RCN, Caracol y Canal Capital
- Costa Rica: Teletica y Canal 11
- México: Canal Once
- Panamá: TVN y TVMAX
- Puerto Rico: WAPA TV
- España: TV3 (de Cataluña) donde fue uno de los primeros lugares en emitirlo doblado a principios de los '90, TVG, Telemadrid, Canal 9, Canal Sur, Cuatro, ETB y SX3
- Perú: Panamericana Televisión

- Para toda Hispanoamérica, vía TV de paga, se ha emitido en los canales Warner Channel (1995-1999), Boomerang Latinoamérica (2006-2007) y por el canal educativo Clase hasta su desaparición en diciembre de 2012. A partir del 27 de enero de 2014 hasta el término del canal en julio de 2019, la serie fue transmitida por Tiin en México y varios países de Hispanoamérica.

- En Uruguay, en los comienzos de la serie, se transmitía por Saeta TV Canal 10.

- En Argentina, en los comienzos de la serie, se transmitía por el canal de cable Magic Kids.

- En Brasil formó parte de la programación de TV Cultura entre 1995 y 1996, y también durante algún tiempo en Rede Record en 1997.

- En Chile se transmitió los fines de semana en la mañana por TVN y también se transmitió por Mega, durante la década de los 90.

- En Colombia en los comienzos de la serie, se transmitía por el Canal RCN (Radio Cadena Nacional) y también se transmitió por el Canal Caracol (Cadena Radial Colombiana).

- En Costa Rica se transmitía por Teletica Canal 7 y por Canal 11 de Repretel en los años 90.

- En Ecuador se transmitió por el canal Teleamazonas (Canal 4 en Quito, Canal 5 en Guayaquil, Canal 11 en Cuenca) desde 1993 hasta 2004 aproximadamente.

- En España, fue retransmitido en televisiones autonómicas como TV3, TVG, Telemadrid, Canal 9, Canal Sur y ETB. En 2006, el canal Cuatro, lo emitió sábados y domingos a partir de las 7:45 AM, dentro del espacio Cuatrosfera. A partir del 4 de febrero de 2023, el canal SX3 empezó a reponer la serie de sábado a jueves a las 10:35 PM.

- En México, se transmitió por el canal Canal Once (Canal 11) del Instituto Politécnico Nacional entre 1994 y 2002. El 13 de febrero de 2012, la serie es reestrenada por este canal en su barra Once Niños, los lunes miércoles y viernes a las 16:00 y los domingos a las 10:30. Salió del aire el 30 de septiembre de 2013, y volvió de nuevo el 16 de junio de 2014 transmitiéndose de lunes a viernes a las 16:15.

- En Perú se transmitió los sábados en horario matutino por Panamericana Televisión (Canal 5 en Lima) a mediados de los 90.

- En Puerto Rico se transmitió por Wapa Television los fines de semana a las 9:00 a. m.

- Se trasmitió en Panamá, por el canal de Televisión TVN (2) y TVMAX (9) de lunes a sábados a las 7:00 a. m.

- En El Salvador se transmitió por canal 2, durante los 90.

- En Estados Unidos, se reemitió durante un tiempo por el bloque infantil de la cadena Univisión.

## Aparición especial
El 31 de mayo de 2016, Paul Zaloom, caracterizado como Beakman, hace una presentación especial en el canal de Youtube Captain Disillution (Alan Melikdjanian). En el programa se toca el tema de la energía y la imposibilidad de una máquina de movimiento perpetuo.

### En inglés
- El mundo de Beakman en Internet Movie Database (en inglés).
- Más información Archivado el 24 de septiembre de 2010 en Wayback Machine. en TV.com
- Página oficial de Mark Ritts [El sitio web no funciona]
- Página oficial de Eliza Schneider

### En portugués
- Entrevista con el creador del programa, Jok Church

### En español
- Muchos servidores, muestra en español Archivado el 1 de julio de 2012 en Wayback Machine.

- Datos: Q494